# Pycnisia
Pycnisia is een geslacht van kreeftachtigen uit de klasse van de Malacostraca (hogere kreeftachtigen).

## Soorten
- Pycnisia bunyip Suzuki & Davie, 2003
- Pycnisia raptor Bruce, 1992